# مارك أوبراين (لاعب كرة قدم)
مارك أوبراين (بالإنجليزية: Mark O'Brien)‏ (13 مايو 1984 بدبلن في جمهورية أيرلندا - ) هو لاعب كرة قدم أيرلندي في مركز الوسط. شارك مع منتخب جمهورية أيرلندا لكرة القدم. أما مع النوادي، فقد لعب مع درودا يونايتد ونادي بوهيميان ونادي دوندالك ونادي شامروك روفرز ونادي شيلبورن وBray Wanderers F.C. ‏.

## وصلات خارجية
- مارك أوبراين (لاعب كرة قدم) على موقع قاعدة بيانات كرة القدم.إي يو (الإنجليزية)
- مارك أوبراين (لاعب كرة قدم) على موقع عالم كرة القدم.نت (الإنجليزية)